# Balneário Arroio do Silva
Balneário Arroio do Silva è un comune del Brasile nello Stato di Santa Catarina, parte della mesoregione del Sul Catarinense e della microregione di Araranguá.